# Beppu
Beppu (japánul: 別府市, átírással: Beppu-si) város Japánban. Kjúsú szigetén, a Beppu-öböl nyugati partján fekszik. Közigazgatásilag Óita prefektúrához tartozik.
2013. december 22-én össznépessége 122085 fő. Fekvési területe 125,13 km². A várost 1924. április 1-jén alapították.

## Földrajz
Honsú szigetéről három órás hajóúttal közelíthető meg a Szeto-beltengeren keresztül. A hegyek és a tenger között terül el, ezért maga a város vékony és hosszú. Japán aktív geotermikus területen való fekvésének köszönhetően 108 aktív vulkán és több ezer onszen (forró termálvizes forrás) működik. Beppu 2909 onszenjével Japán onszenjeinek 10%-át adja, ezzel kiemelkedik az ország termálvizes területei közül. Vízhozamával a világon második helyen áll a Yellowstone Nemzeti Park után. Már a Kodzsiki is megemlíti méltán híres különleges természeti adottságai miatt.

## Melegvizes források
A város gazdag bugyborékoló sártócsákban, fortyogó tavakban, hévizes fürdőkben, törpe gejzírekben, melyek 40 percenként törnek fel a mélyből. A monda szerint azért ilyen nagy a földfelszín alatti geotermikus aktivitás, mert a föld mélyében ördögök lakoznak.
A város és környéke a nap minden pillanatában gőzfelhőben fürdik az aktívan bugyborékoló, mélyből feltörekvő forró víznek köszönhetően. A legmelegebb vizű medencéket elkerítették a balesetek megelőzése érdekében, a veszélyre tiltó táblákkal hívják fel a figyelmet: „ Ha beleesik a tóba, megfőhet”, hiszen a hőfoka olyan magas, hogy gőzben főzött pudingot vagy onszen tamagót, vagyis a tavakba eresztett, hálóban főtt tojást is lehet venni.
Nyolc fő hévízi részre, hattóra (hattou 八湯, szó szerint nyolc forrás) és kilenc fő geotermikus típusra van osztva, amit dzsigokunek (jigoku 地獄), vagyis pokolnak neveznek. Ebből hat Kannava negyedben, kettő a Sibaseki negyedben található.

### 8 fő geotermikus típus
Kannava negyed
- Umi dzsigoku (umi jigoku), opálkék, a tenger színéről kapta nevét
- Oniisibózu dzsigoku (oniishibouzu jigoku), a buddhista papok borotvált fejéről nevezték el, bugyogó sártócsa
- Siraike dzsigoku (shiraike jigoku), fehér színű, tejes színéről kapta nevét
- Kamado dzsigoku (kamado jigoku), neve katlant jelent, megfázás ellen be kell lélegezni a páráját, de lábfürdőt is vehetünk
- Onijama dzsigoku (oniyama jigoku, démon hegy), ahol krokodilok élnek a termálvízben
- Jama dzsigoku (Yama jigoku, hegy) kis gőzölgő tavacskák találhatóak

Sibaseki negyed
- Csinoike dzsigoku (chinoike jigoku), vörös színű, a vérről kapta a nevét
- Tacumaki dzsigoku (tatsumaki jigoku), neve a tornádóból ered, 30-40 percenként gejzír tör fel belőle

### Beppu Hattó, a 9 fő hévizi rész
- Beppu Onszen
- Kankaidzsii
- Kamegava
- Sibaszeki
- Kannava
- Mjoban
- Horita
- Hamavaki
- Onijama dzsigoku

## Fürdőkultúra
A fürdőkultúra itt még inkább virágzik, a fürdőlétesítményekbe betérve mindent megkaphat a látogató, ami hozzátartozik egy igazi japán onszen élményhez. Ezekről a fürdőkről mintázta Mijazaki Hajao Chihiro Szellemországban című rajzfilmjében látható japán stílusú fürdőt is. A nők és férfiak számára fenntartott részt elkülönítették, ahol különféle hatású és hőmérsékletű kinti és benti medencéket lehet igénybe venni. A fürdőhöz szauna és fából készült gőzláda is tartozik (amivel találkozhatunk Kavabata Jaszunari A tó című művében is). Miután a vendég beleül, és a tetejét lehajtják úgy, hogy csak a fej látszik ki belőle, a vizet alatta felmelegítik, amitől a ládában finom gőz keletkezik, a pórusok kitágulnak, a vérkeringés felgyorsul, az izmok ellazulnak. Igénybe lehet venni olyan medencét, amelybe enyhe elektromos áramot vezetnek, mely a reumát kiválóan enyhíti, és a szunaburót, azaz homokfürdőt, amikor is a fürdő jukatájában belefektetik a vendéget a forró homokba és nyakig eltemetik.

## Nevezetességek

### Sidaka-tó
600 méterrel a tengerszint alatt fekszik gyönyörű környezetben hattyúkkal és pontyokkal. Közel két kilométer hosszú.

### Takaszakijama majom park
A park városon túl húzódó erdős hegyen található, több mint 1500 majomnak ad otthont, melyek vadon élnek, nem is olyan messze a lakott területtől. 10 perc busszal a városközponttól.

### Otobaru vízesés
Beppu hegyvidéki részén található természeti látványosság.

### Wonder Rakutencsi vidámpark
Tradicionális vidámpark.

### Umitamago akvárium
A város jellegzetessége. A Takaszaki hegyen található, a Beppu-öbölre néz. Az igazán modern stílusban készült épületet 2002. áprilisától két éven keresztül építették. Teljes területe 11.008 m2, amiből a beépített terület 7.600 m2, az épület óriási méretű 10.881 m2-es összterületével. A létesítmény négy szinten várja a látogatókat számtalan élőlénnyel, fókákkal, rozmárokkal, vidrákkal, delfinekkel, pingvinekkel és a legkülönfélébb halakkal.

### Beppu hihókan
Neve nagyjából a Titkos kincsek házát jelenti. 1980 óta működik.
Különböző kiállításokat, szobrokat, viasz figurákat, ukijo-e képeket, fényképeket, filmeket láthat az érdeklődő 1000 jen belépési díj ellenében.

## Rendezvények
- Beppu Tüzijáték Fesztivál minden év július végén kerül megrendezésre Óita egyik legnagyobb tűzijáték bemutatójaként.[10] A beppu-öbölben úszó két hajóról körülbelül 5000 tűzijátékot lőnek fel.
- Beppu-Óita maratont minden év februárjában megrendezik, a versenyzőknek a Beppu és a szomszédos Óita közötti 35 km-es távot kell megtenniük.[11]

## Népesség
| Lakosok száma | 125 385 | 122 138 | 115 992 |
|               | 2010    | 2015    | 2021    |

## Oktatás
- Beppu Egyetem, 1954-ben alapított magán egyetem
- Beppu Mizobe Gakuen Főiskola, 1986-ban alapított magán iskola
- Ricumeikan Asia Pacific Egyetem, 2000-ben alapult, és nemzetközi csereprogramjáról híres. Évente 4000 külföldi diák érkezik különböző országokból

## Testvértelepülések
- Testvérvárosok:
  -  Atami, Japán
  -  Bath, Egyesült Királyság
  -  Beaumont, Amerikai Egyesült Államok
  -  Csedzsu, Dél-Korea
  -  Mokpo, Dél-Korea
  -  Rotorua, Új-Zéland
  -  Yantai, Kína

## Fordítás
- Ez a szócikk részben vagy egészben  a   Beppu, Ōita című angol Wikipédia-szócikk fordításán alapul.  Az eredeti cikk szerkesztőit annak laptörténete sorolja fel. Ez a jelzés csupán a megfogalmazás eredetét és a szerzői jogokat jelzi, nem szolgál a cikkben szereplő információk forrásmegjelöléseként.